# Stóra-Laxá
Stóra-Laxá – rzeka w południowo-zachodniej Islandii, lewy dopływ rzeki Hvítá. Ma długość 90 km, a jej dorzecze ma powierzchnię 512 km².
Wypływa w środkowej części wyspy na wyżynach islandzkich z jeziora Grænavatn na wysokości około 710 m n.p.m. Płynie w kierunku południowo-zachodnim. W środkowym biegu, w okolicach pasma Geldingafell, skręca na krótko na północny zachód, by potem powrócić do wcześniejszego kierunku biegu. W tych okolicach przyjmuje jedyny swój większy prawy dopływ Leirá. Następnie przepływa przez około 10-kilometrowy kanion Laxárgljúfur o głębokości do 100-200 m. Uchodzi do Hvítá razem z rzeką Litla-Laxá w okolicach Laugarás.
Rzeka Stóra-Laxá jest uznawana ze jedną z najpiękniejszych rzek na wyspie. Znana jest jako miejsce do uprawiania wędkarstwa i łowienia łososia.